# Tom Cruise
Tom Cruise (polno ime Thomas Cruise Mapother IV) ameriški filmski in televizijski igralec * 3. julij 1962, Syracuse, ZDA.
Tom Cruise je ameriški igralec in producent. V svoji karieri je bil trikrat nominiran za oskarja, je pa osvojil tri zlate globuse. Svojo kariero je začel pri 19-ih letih v filmu Neskončna ljubezen. Od leta 1996 je najbolj poznan po vlogi IMF agenta Ethana Hunta v filmih Misija: Nemogoče. Zadnji film iz te serije, Misija: Nemogoče 5, je izšel leta 2015.
Leta 2012 je bil Cruise najbolje plačan igralec v Hollywoodu. 16 njegovih filmov je v ZDA ustvarilo več kot 100 milijonov dolarjev dohodkov, 23 pa po vsem svetu več kot 200 milijonov dolarjev. Glede na stanje septembra 2017 so njegovi filmi prinesli več kot 3,7 milijarde dolarjev v ZDA in Kanadi, po vsem svetu pa več kot 9 milijard ameriških dolarjev, s čimer je postal 8. najbolj donosen igralec v Severni Ameriki in eden najbolj donosnih na svetu.
Osvojil je tri zlate globuse. Prvega je osvojil leta 1990 kot najboljši igralec v glavni vlogi v drami za Rojen 4. julija. Leta 1997 je postal najboljši igralec v glavni vlogi v komediji ali muzikalu za film Jerry Maguire. Tretjo nagrado je prejel leta 2000 za najboljšo stransko vlogo za film Magnolija. Leta 2002 je osvojil nagrado Saturn za najboljšega igralca za Vanilla Sky. Naslednje leto je dobil dve nagradi: AFI Movie of the Year za film Poslednji samuraj in Empire Award za najboljšega igralca za vlogo v filmu Posebno poročilo.
Cruise je znan zagovornik scientološke cerkve, ki bi mu naj pomagala pri spopadanju z disleksijo. V prvem desetletju 21. stoletja je njegova cerkev začela kritizirati psihiatrijo in antidepresivna zdravila, predvsem za reševalce, ki so pomagali ob napadih 11. septembra 2001. Prizadevati si je začela tudi za širitev v Evropo, med drugim z objavljenim video intervjujem s Cruisom, in ob tem sprožila polemike.

## Zgodnje življenje
Tom Cruise se je rodil 3. julija 1962 v Syracuse v New Yorku kot sin učiteljice Mary Lee (rojene Pfeiffer) in inženirja elektrotehnike Thomasa Cruisa Mapotherja III. Oba starša izvirata iz Louisvilla v Kentuckyju. Ima tri sestre: Lee Anne, Marian in Cass. Družina je angleškega, nemškega in irskega porekla. Eden izmed prednikov po očetovi strani, Patrick Russell Cruise, se je rodil v severnem okrožju Dublina leta 1799. Leta 1825 se je poročil s Tereso Johnson v okrožju Meath in z njo še istega leta zapustil Irsko, odpotoval v ZDA in se nastanil v New Yorku. Imela sta hčerko Mary Paulino Russell Cruise, ta pa sina Thomasa Cruisa Mapotherja I (rojen je bil kot Thomas O'Mara mlajši), ki je bil Tomov pradedek. Tako kot Tom je igralec tudi njegov bratranec William Mapother, s katerim sta skupaj nastopila v petih filmih.
Cruise je odraščal v revni družini s katoliško vzgojo. Glava družine je bil njegov nasilen oče, ki ga je Tom pozneje opisal kot ustvarjalca kaosa in strahopetca. Dejal je, da je bil taka oseba, ki te je v primeru, da je šlo kaj narobe, udarila. To mu je dalo veliko življenjsko lekcijo, saj ga je oče pogosto preslepil, da se je počutil varno, zatem pa ga je takoj udaril. Sam si je govoril, da je z očetom nekaj narobe, da mu ne sme zaupati in da mora biti pazljiv v njegovi bližini.
Del otroštva je preživel v Kanadi. Njegova družina se je konec leta 1971 preselila v Beacon Hill v Ottawi, kjer je njegov oče prevzel položaj obrambnega svetovalca pri kanadskih oboroženih silah. Tam je Tom obiskoval na novo odprto državno šolo Roberta Hopkinsa, in sicer večino četrtega in ves peti razred. V četrtem razredu se je prvič srečal z igro pod mentorstvom Georgea Steinburga. Tom in še šest drugih fantov se je predstavilo z improvizirano igro na festivalu osnovne šole Carleton. Organizator Val Wright, ki je bil med občinstvom, se je odzval z navdušenjem. Dejal je, da je bila njihova improvizacija odlična, celo na nivoju profesionalcev. Tom se je ukvarjal tudi s športom, predvsem z dvoranskim hokejem, kjer pa je bil bolj kot po talentu znan po svoji agresiji.
V šestem razredu je nadaljeval s šolanjem na srednji šoli Henryja Munroja v Ottawi. Spomladi istega leta je njegova mama zapustila očeta in se s Tomom ter njegovimi tremi sestrami vrnila v ZDA. Oče je umrl zaradi raka leta 1984. Tom se je vpisal v šolo k frančiškanom v Cincinnatiju v Ohiu, dobil cerkveno štipendijo in nameraval postati duhovnik. Kmalu je ugotovil, da ga bolj privlači igralski poklic, zato se je prepisal. Na univerzi se je pridružil nogometni ekipi, vendar je bil iz nje izključen, ko so ga zalotili, da je pred tekmo pil pivo. Skupno je v 14-ih letih obiskoval kar 15 različnih šol, vključno z dvema v Glen Ridgu v New Jerseyju.

## Kariera

### Igra
Cruise se je pri 18-ih letih z blagoslovom matere in očima preselil v New York, da bi nadaljeval igralsko kariero. Pozneje se je preselil v Los Angeles, da bi se preizkusil v televizijskih vlogah. Podpisal je pogodbo z agencijo CAA (Creative Artists Agency) in začel igrati v filmih.
Leta 1981 se je prvič pojavil v manjši vlogi v filmu Neskončna ljubezen, ki ji je sledila še večja stranska vloga norega kadeta vojaške akademije v filmu Taps. Leta 1983 je bil del igralske zasedbe filma The Outsiders. Istega leta se je pojavil še v filmih Dobre poteze in Risky Business, ki je bil pozneje opisan kot klasika generacije X in prelomna vloga v Cruisovi karieri. Prav ta je skupaj z vlogo v filmu Top Gun iz leta 1986 utrdila njegov status superzvezdnika. Leta 1985 je odigral tudi glavno moško vlogo v filmu Legend režiserja Ridleyja Scotta.
Vlogi v Top Gunu je sledilo sodelovanje s Paulom Newmanom v filmu The Color of Money, ki je izšel istega leta. Leta 1988 mu je vloga v filmu Cocktail prinesla nominacijo za nagrado Razzie za najslabšega igralca. Kasneje istega leta je z Dustinom Hoffmanom igral v filmu Deževni človek, ki je bil nagrajen z oskarjem za najboljši film, Cruise pa je prejel nagrado Združenja filmskih kritikov Kansas City za najboljšega stranskega igralca. Nov velik prelom je predstavljala vloga resničnega paraliziranega vietnamskega vojnega veterana Rona Kovica v filmu Rojen 4. julija iz leta 1989, ki mu je prinesla zlati globus za najboljšega igralca v drami, nagrado Združenja filmskih kritikov Chicago za najboljšega igralca, nagrado People's Choice za najboljšega igralca, bil pa je tudi nominiran za nagrado BAFTA za najboljšega igralca v glavni vlogi, prejel pa je še prvo nominacijo za oskarja za najboljšega igralca.
Njegova naslednja filma sta bila Days of Thunder leta 1990 in Far and Away leta 1992, v obeh pa je sodeloval s poznejšo ženo Nicole Kidman. Leta 1994 je zaigral z Bradom Pittom, Antoniom Banderasom in Christianom Slaterjem v filmu režiserja Neila Jordana Interview with the Vampire, gotski drami oziroma grozljivki, ki temelji na najbolje prodajanem romanu Anne Rice. Film je bil dobro sprejet kljub odkriti kritiki Riceove Cruisea, saj je bil njena prva izbira Julian Sands. Po ogledu filma je plačala 7740 dolarjev za dvostranski oglas v Daily Variety, kjer je pohvalila njegovo igro in se opravičila za prejšnje dvome.
Leta 1996 je nastopil kot supervohun Ethan Hunt v filmski priredbi serije iz šestdesetih let Misija: Nemogoče, ki jo je tudi sam produciral. Film je bil finančno zelo uspešen, čeprav je bil deležen kritik zaradi lika Jima Phelpsa, ki je bil glavni junak prvotne televizijske serije, v filmu pa je bil glavni negativec.
Istega leta je tudi odigral naslovno vlogo v filmu Jerry Maguire, za katero si je prislužil zlati globus in drugo nominacijo za oskarja. Leta 1999 je ob Nicole Kidman zaigral v erotičnem filmu Stanleyja Kubricka Eyes Wide Shut in v filmu Magnolija, kjer je prevzel stransko vlogo motivacijskega govorca Franka T. J. Mackeyja, za katero si je prislužil še en zlati globus in nominacijo za oskarja.
Leta 2000 je Cruise ponovno nastopil kot Ethan Hunt v filmu Misija: Nemogoče 2. Pri filmu je svoj pečat pustil tudi hongkonški režiser John Woo. Tudi drugi del je bil finančno zelo uspešen, po svetu je prinesel skoraj 547 milijonov dolarjev zaslužka. Kot predhodnik je tudi ta film bil med najbolj uspešnimi filmi leta, doživel pa je mešan sprejem kritikov. Cruise je prejel filmsko nagrado MTV za najboljšega igralca.
Naslednjih pet filmov, v katerih je igral, je bilo komercialno in kritično uspešnih. Leta 2001 je Cruise igral v romantičnem trilerju Vanilla Sky s Cameron Diaz in Penelope Cruz. Naslednje leto je igral v distopijskem znanstveno-fantastičnem akcijskem filmu Posebno poročilo, ki ga je režiral Steven Spielberg in je temeljil na kratki znanstveno-fantastični zgodbi Philipa K. Dicka.
Leta 2003 je nastopil v akcijski drami režiserja Edwarda Zwicka Poslednji samuraj, za vlogo v kateri je bil nominiran za zlati globus za najboljšega igralca. Naslednje leto je prejel odlične kritike za vlogo Vincenta v filmu Collateral, ki ga je režiral Michael Mann.
Leta 2005 je Cruise ponovno sodeloval s Stevenom Spielbergom v filmu War of the Worlds, adaptaciji istoimenskega romana H. G. Wellsa, ki je s 591,4 milijona dolarjev zaslužka po vsem svetu postal četrti najdonosnejši film leta. Tega leta je prejel nagradi People's Choice za najljubšo moško filmsko zvezdo in nagrado MTV Generation. Med letoma 2002 in 2009 je bil nominiran za sedem nagrad Saturn, prejel jo je enkrat. Kar devet od desetih filmov, v katerih je zaigral to desetletje, je v blagajno prineslo več kot 100 milijonov dolarjev.
Leta 2006 se je na velika platna vrnil v vlogi Ethana Hunta v tretjem delu iz serije filmov Misija: Nemogoče. Film je prejel še bolj pozitivne kritike kot njegova predhodnika in je skupno v blagajno prinesel skoraj 400 milijonov dolarjev. Naslednje leto je Cruise odigral manjšo vlogo v filmu Lions for Lambs, ki pa je predstavljal komercialno razočaranje. Temu je sledil še nastop v vlogi Lesa Grossmana v komediji Tropic Thunder iz leta 2008 z Benom Stillerjem, Jackom Blackom in Robertom Downeyjem mlajšim. Ta vloga mu je prinesla nominacijo za zlati globus. Glavno vlogo pa je odigral v zgodovinskem trilerju po resničnih dogodkih Valkyrie, ki je izšel 25. decembra 2008 in je prinesel velik finančni uspeh.
Marca 2010 je Cruise zaključil s snemanjem akcijske komedije Knight and Day, v kateri je ponovno združil moči s Cameron Diaz. Film je izšel 23. junija 2010. 9. februarja 2010 je Cruise potrdil, da bo zaigral v četrtem delu iz franšize Misija: Nemogoče. Film je izšel decembra 2011 in je bil zelo uspešen tako med kritiki kot finančno. Ne glede na inflacijo cen kart je film predstavljal njegov največji komercialni uspeh do tedaj.
6. maja 2011 je Cruise prejel nagrado Centra Simona Wiesenthala in Muzeja strpnosti za svoje delo predanega filantropa. Sredi leta 2011 je začel s snemanjem filma Rock of Ages, v katerem je nastopil kot Stacee Jaxx. Film je izšel junija 2012.
Zaigral je tudi v vlogi Jacka Reacherja v filmski adaptaciji romana britanskega avtorja Leeja Childa iz leta 2005 One Shot. Film je izšel 21. decembra 2012. Prejel je pozitivne kritike in po svetu zaslužil več kot 216 milijonov dolarjev. Leta 2013 je nastopil v znanstvenofantastičnem filmu Oblivion po istoimenskem grafičnem romanu režiserja Josepha Kosinskega. Film je prejel mešane kritike in prinesel preko 285 milijonov dolarjev zaslužka po vsem svetu. V tem filmu sta zaigrala tudi Morgan Freeman in Olga Kurylenko.
Sredi leta 2015 je skupni zaslužek filmov s Tomom Cruiseom znašal preko 8,2 milijarde dolarjev.
Cruise se je ponovno vrnil kot Ethan Hunt v petem filmu franšize Misija: Nemogoče, ki ga je tudi produciral. Iz prejšnje zasedbe so ostali med drugim tudi Simon Pegg kot Benji in Jeremy Renner kot William Brandt, film pa je ponovno režiral Christopher McQuarrie. Film je dosegel zelo dobre kritike in velik komercialni uspeh.
Leta 2017 je Cruise zaigral v predelavi grozljivke Borisa Karloffa iz leta 1932 Mumija. Nov film z istim naslovom so producirali Alex Kurtzman, Chris Morgan in Sean Daniel, scenarij je napisal Jon Spaihts, režiral pa ga je Kurtzman. Film je prejel negativne kritike in je prinesel izgubo v filmsko blagajno. Naslednje leto je Cruise ponovno upodobil Ethana Hunta v šestem filmu iz franšize Misija: Nemogoče. Film je prejel še bolj pozitivne kritike od predhodnikov in je prinesel preko 791 milijonov zaslužka. Neupoštevajoč inflacijo cen vstopnic gre za Cruiseov največji komercialni uspeh do sedaj.

### Produkcija
Cruise je sodeloval s svojo nekdanjo agentko za iskanje talentov Paulo Wagner, s katero je leta 1993 ustanovil družbo Cruise/Wagner Productions, to podjetje pa je koproduciralo več Cruiseovih filmov. Prvi je bil Misija: Nemogoče leta 1996, kjer je Cruise prvič sodeloval kot producent.
Cruise je sodeloval v pogajanjih za nekatere najbolj donosne filmske posle v Hollywoodu. Hollywoodski ekonomist Edward Jay Epstein ga je leta 2005 označil za eno najmočnejših in najbogatejših sil v Hollywoodu. Trdil je, da je Cruise eden redkih producentov (poleg Georgea Lucasa, Stevena Spielberga in Jerryja Bruckheimerja), za katere velja, da lahko jamčijo za uspeh filmske franšize v višini milijarde dolarjev. Ob tem je dodal, da je obsedenost javnosti s Cruisejevimi tabloidnimi polemikami zasenčila spoštovanje njegove izjemne komercialne uspešnosti.
Cruisevo podjetje za filmsko produkcijo Cruise/Wagner Productions je razvijalo scenarij, zasnovan po New York Timesovi uspešnici pisatelja Erika Larsona The Devil in the White City, ki je govorila o resničnem serijskem morilcu s svetovne Kolumbove razstave v Chicagu H. H. Holmesu. S projektom se je povezala tudi Kathryn Bigelow. Medtem se je razvoja filma o Holmesovih umorih na svetovni razstavi lotilo tudi produkcijsko podjetje Leonarda DiCapria Appian Way.
Cruise je produciral več filmov, v katerih je nastopil, med drugim Misija: Nemogoče, Without Limits, Misija: Nemogoče 2 in Vanilla Sky.

### Razhod s Paramountom
22. avgusta 2006 je družba Paramount Pictures sporočila, da končuje 14-letno sodelovanje s Cruiseom. Za revijo Wall Street Journal je predsednik Viacoma (Paramountove matične družbe) Sumner Redstone izjavil, da so Cruiseovo kontroverzno javno vedenje in pogledi naredili veliko ekonomsko škodo njegovi vrednosti igralca in producenta. V Cruise/Wagner Productions so odgovorili, da je v resnici šlo za Paramountovo potezo v duhu varčevanja, saj je produkcijska družba uspešno iskala alternativni vir financiranja iz zasebnih kapitalskih podjetij.
Industrijski analitiki, kot je Edward Jay Epstein, so komentirali, da je bil verjetno pravi razlog konca sodelovanja Paramountovo nezadovoljstvo zaradi izjemno velikega deleža družbe Cruise/Wagner Productions pri prodaji DVD-jev franšize Misija: Nemogoče.

### Vodenje studia United Artists
Novembra 2006 sta Cruise in Wagnerjeva objavila, da sta prevzela filmski studio United Artists. Cruise je sodeloval kot producent in glavni igralec v filmih, Wagnerjeva pa je postala izvršna direktorica.
Produkcija je z delom začela leta 2007, ko so se lotili trilerja Operacija Valkira, ki je temeljil na resnični zgodbi o poskusu atentata na Adolfa Hitlerja 20. julija 1944. Marca so pridobili licenco za snemanje. 21. marca je Cruise podpisal pogodbo za glavno vlogo Clausa von Stauffenberga. Ta projekt je bil drugi uspeh produkcije pod novim vodstvom, prvi je bil film Lions for Lambs, ki ga je režiral Robert Redford, glavni vlogi pa sta poleg njega odigrala Meryl Streep in Cruise. Ta film je izšel 9. novembra 2007, vendar je prinesel slab zaslužek v blagajno in kritičen sprejem.
Avgusta 2008 je Wagnerjeva odstopila z mesta izvršne direktorice studia United Artists, vendar je obdržala svoj delež v družbi, ki je skupaj s Cruiseovim znašal 30 %.

## Zasebno življenje
Tom Cruise se je poročil in ločil trikrat in ima tri otroke, dva posvojena in enega biološkega.
Od začetka do sredine osemdesetih let 20. stoletja je bil Cruise v razmerjih s starejšimi ženskami. Med njimi so bile Rebecca De Mornay, ki je bila od njega starejša tri leta, Patti Scialfa (starejša devet let) in šestnajst let starejša Cher.

### Zakon z Mimi Rogers
Cruise in igralka Mimi Rogers sta se poročila 9. maja 1987. Ločila sta se 4. februarja 1990. Rogersova ga je uvedla v scientološko cerkev.

### Zakon z Nicole Kidman
Cruise je svojo drugo ženo, igralko Nicole Kidman, spoznal na snemanju filma Days of Thunder leta 1990. 24. decembra istega leta sta se poročila. Posvojila sta dva otroka, Isabello in Connorja Antonyja. Februarja 2001 je Cruise vložil zahtevo za ločitev, medtem ko je bila Kidmanova noseča, za kar takrat ni vedela. Nosečnost se je končala s splavom. Leta 2007 je Kidmanova v intervjuju razjasnila govorice o splavu v prvih letih zakona s Cruisom. Dejala je, da so mediji napačno poročali, saj je v resnici šlo za ektopično nosečnost. Pred poroko s Keithom Urbanom je v intervjuju leta 2006 dejala, da Cruisa še vedno ljubi.

### Razmerje s Penelope Cruz in Nazanin Boniadi
Po ločitvi od Kidmanove je bil Cruise nekaj časa v razmerju s Penelope Cruz, soigralko iz filma Vanilla Sky (2001). Razšla sta se leta 2004. Oktobra 2012 je revija Vanity Fair objavila članek, v katerem je zapisala navedbe več virov, da je scientološka cerkev po razhodu s Kidmanovo začela skrivni projekt, po katerem bi Cruisu našli novo dekle. V ta namen so izvedli nekakšne avdicije scientoloških igralk, kar je privedlo do kratkotrajnega razmerja med Cruisom in britansko-iransko igralko Nazanin Boniadi, ki je pozneje zapustila scientološko cerkev.
Odvetniki scientološke cerkve in Toma Cruisa so zanikali navedbe in grozili s tožbo proti Vanity Fairu zaradi ''groznega novinarstva'' in ''verske nepoštenosti.'' Novinar Roger Friedman je kasneje poročal, da je prejel e-pošto od nekdanjega scientologa in režiserja Paula Haggisa, ki je zgodbo potrdila.

### Zakon s Katie Holmes
Aprila 2005 se je Cruise pričel dobivati z igralko Katie Holmes. 27. aprila istega leta sta se skupaj pojavila v javnosti v Rimu. Mediji so ju ob tem poimenovali TomKat. Mesec dni pozneje je Cruise javno priznal njuno zvezo v znanem intervjuju v oddaji Oprah Winfrey, kjer je začel skakati na njenem kavču. 6. oktobra 2005 sta Cruise in Holmesova oznanila, da pričakujeta otroka. Aprila 2006 sta dobila hčerko Suri.
18. novembra 2006 sta se poročila na gradu Odescalchi iz 15. stoletja v Braccianu v Italiji po scientološkem obredu. Prisotnih je bilo več hollywoodskih zvezd. Cruisov tiskovni predstavnik je povedal, da sta zakonsko zvezo uradno sklenila že dan prej v Los Angelesu. Pojavile so se špekulacije, da je poroko uredila scientološka cerkev. Cruisova poročna priča je bil njen vodja David Miscavige.
29. junija 2012 je Holmesova po petih letih in pol zakona vložila zahtevek za ločitev. 9. julija istega leta je par podpisal sporazum o razvezi, ki so ga pripravili njuni odvetniki. Zaradi zakonov v New Yorku so vsi dokumenti ostali zapečateni in niso javno dostopni.